# 하이난섬 사건

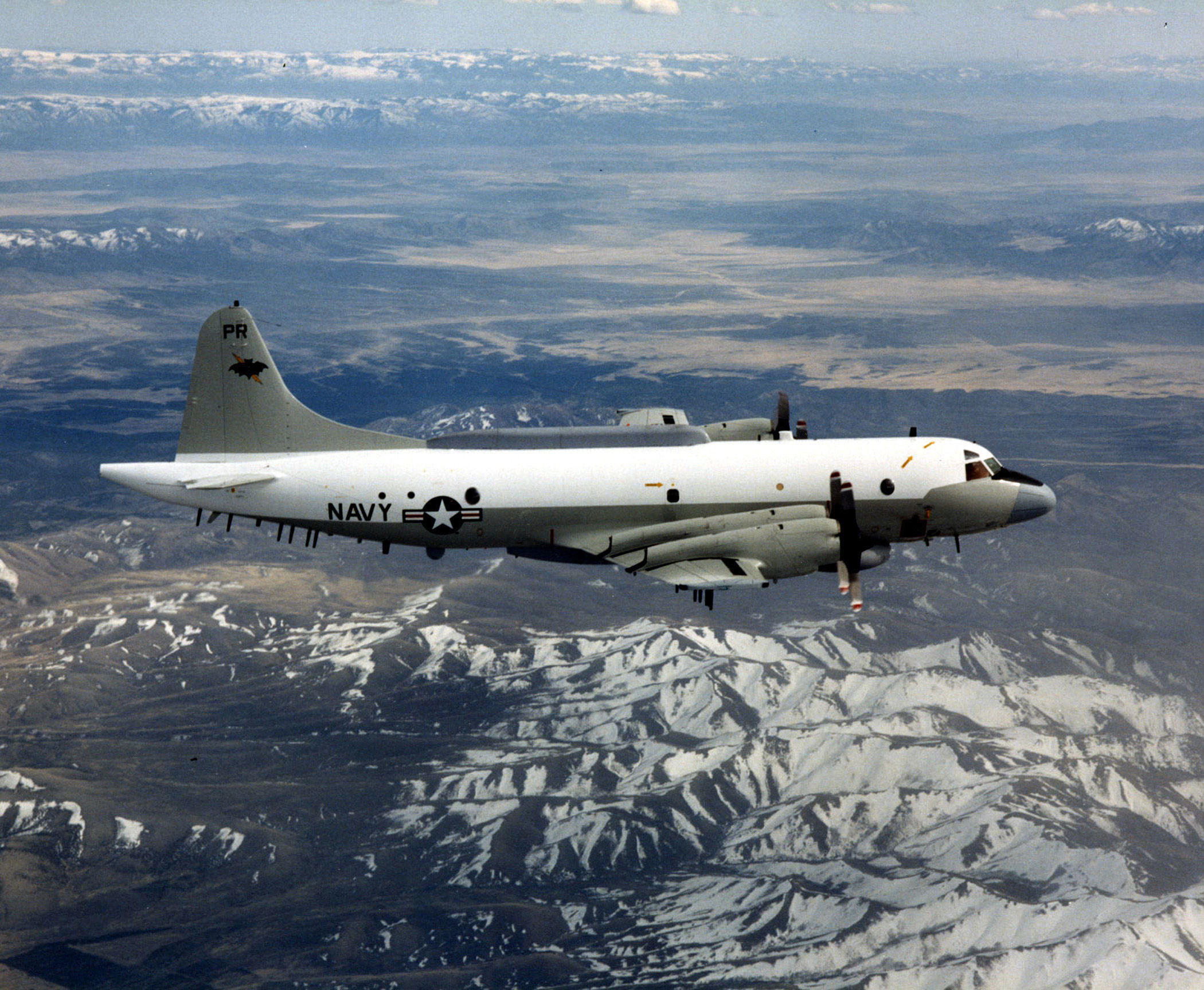
미국 EP-3 정찰기

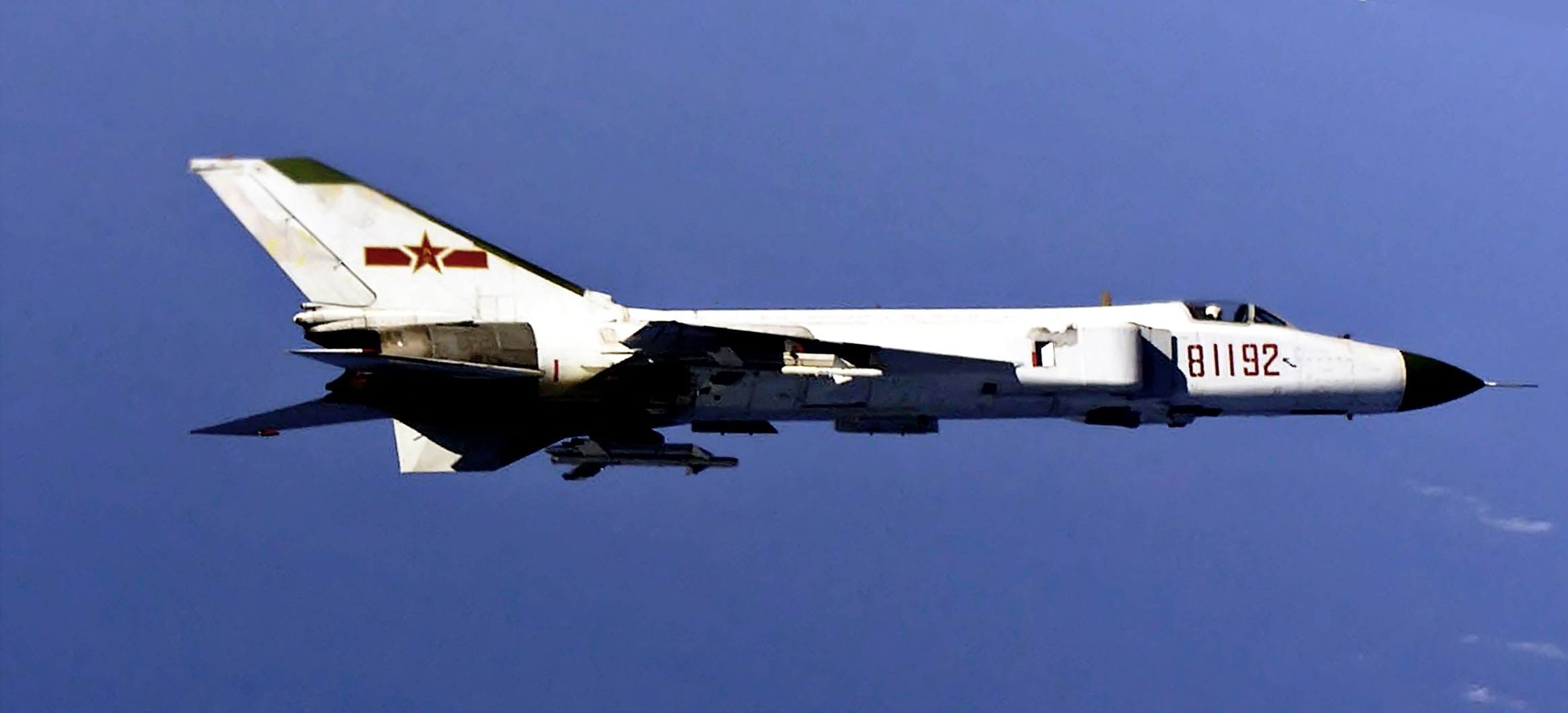
중화인민공화국 J-8 전투기. 최대이륙중량 17톤으로, FA-50급 전투기이다.

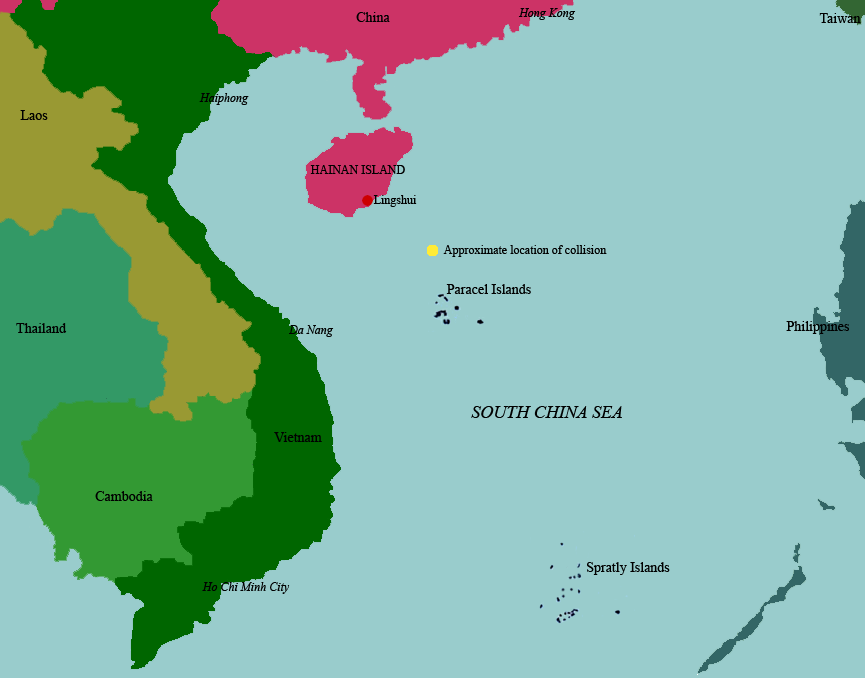
사고 발생 지점

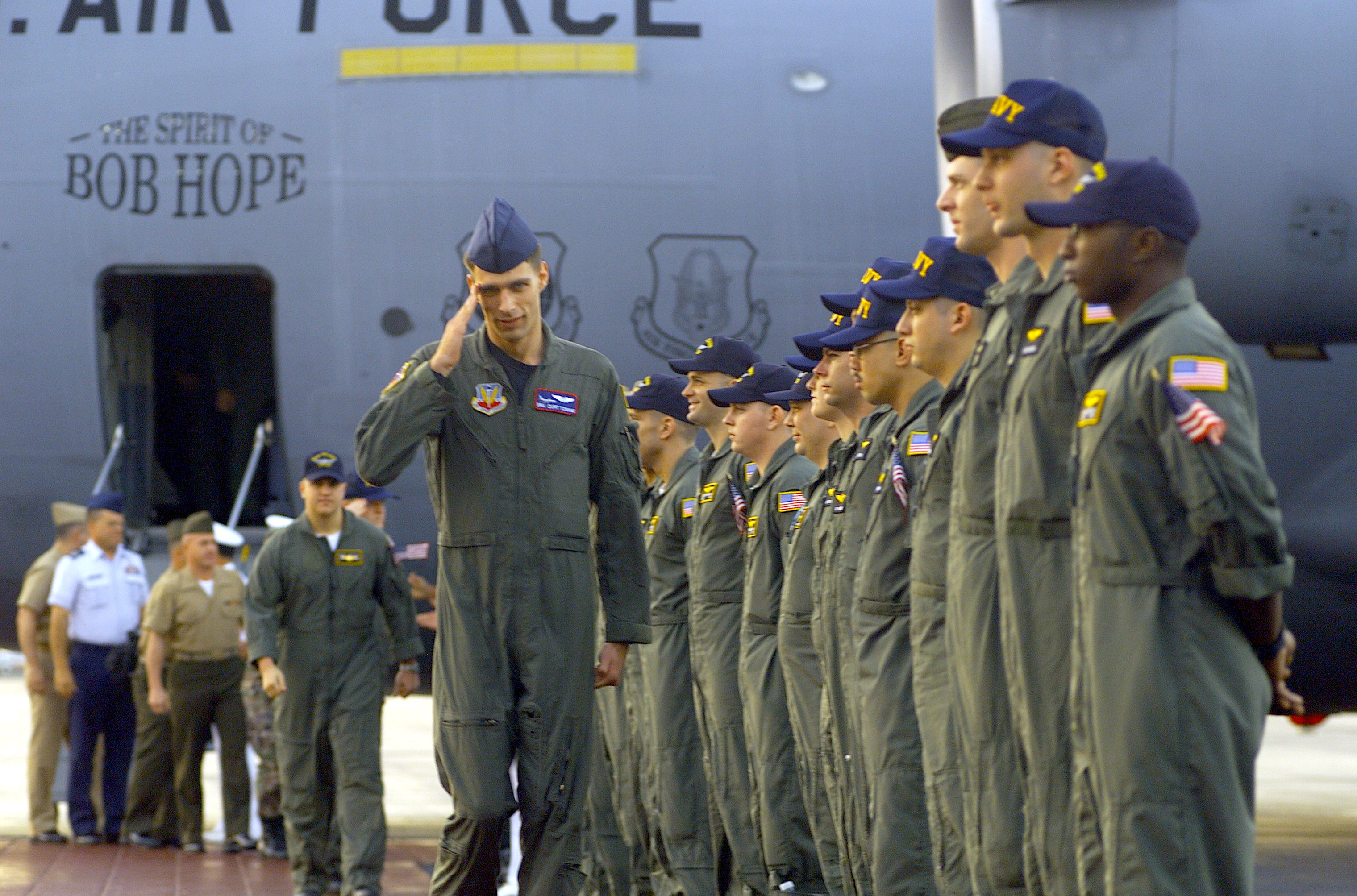
EP-3 정찰기 승무원들이 미국으로 돌아왔다.

하이난섬 사건(영어: Hainan Island incident, 중국어: 中美撞机事件)은 2001년 4월 1일 일본 오키나와현의 가데나 공군기지에서 이륙한 미국 EP-3 정찰기가 중화인민공화국 J-8 전투기와 충돌후 J-8 전투기는 두동강이 났다. 조종사는 사망한 것으로 알려졌다. 그후 EP-3 정찰기는 하이난섬의 링수이 리족 자치현에 있는 링수이 비행장에 불시착하였다.
미국 EP-3 정찰기는 하이난성 인근 160 km를 정찰비행 중이었는데, 중화인민공화국 J-8 전투기 2대가 근접비행을 했다. EP-3 정찰기는 인근 공항에 불시착을 했으며, 승무원들은 모두 중화인민공화국에 생포되었다. 불시착후 승무원들은 민감한 장비들을 모두 파괴했다고 한다.
억류된 24명의 승무원은, 미국측에서 중국 조종사의 사망과 중국 영공침입 및 착륙 허가 없는 무단 착륙에 대하여 2회 유감을 표명한 후, 사고후 10일이 경과한 2001년 4월 11일에 석방되어 미국으로 귀환하였다.

## 같이 보기
- 하이난성